# Балий и Ксанф
Балий и Ксанф (др.-греч. Βάλιος, Ξάνθος, «пятнистый» и «рыжий») — имена коней Ахилла в древнегреческом эпосе.
Ахилл взял их на Троянскую войну. Когда Патрокл повёл в бой мирмидонян, Ахилл одолжил ему коней вместе со своими доспехами. После гибели Патрокла кони не дались убившему его Гектору и вернулись к Ахиллу, который стал упрекать их в том, что они не вынесли Патрокла из битвы живым и невредимым. Тогда Ксанф напомнил Ахиллу, что Патрокл погиб не по их вине, а из-за желания Аполлона прославить Гектора, и добавил, что смерть Ахилла тоже не за горами. В этот момент эринии лишили Ксанфа дара речи, и он навсегда онемел. После гибели Ахилла коней забрал себе Посейдон.
У Гомера они названы сыновьями Зефира и Подарги. Некогда они были титанами, товарищами Зевса, выступившими на его стороне. Они просили изменить их облик, чтобы не быть узнанными титанами, и стали конями. Посейдон подарил их (Балия и Ксанфа) Пелею на его свадьбу. Они были бессмертны и могли разговаривать.
Ксанф может отождествляться с конём Кастора, носившим то же имя (см. Список).